# Lommelands kyrka
Lommelands kyrka är en kyrkobyggnad som sedan 2002 tillhör Idefjordens församling (tidigare Lommelands församling) i Göteborgs stift. Kyrkan är den nordligaste i Bohuslän strax intill den norska gränsen i Strömstads kommun.

## Kyrkobyggnaden
Tidigare kyrka i Lommeland uppfördes på medeltiden och revs 1866. Fram till 1932 fick Näsinge kyrka fungera som församlingskyrka.
Byggnaden är vitputsad på en stomme av granit med ett tegelbelagt sadeltak. Den och består av rektangulärt långhus med tresidigt kor i öster och torn i väster. Tornet är kort och massivt, byggt av trä med ståpende väggpanel och pyramidformigt plåttak. Norr om koret finns en sakristia. Taket är välvt med en tredelad valmning över koret.
Kyrkan uppfördes 1928-1932 efter ritningar av arkitekt Gustaf Ljungman och dess utformning var resultatet av ett samarbete mellan honom och målaren Carl Otto Svensson och konservatorn Thorbjörn Engblad. Man har här tillämpat den historiserande stil som var vanlig vid renoveringar av 1600- och 1700-talskyrkor. Kyrkorummet är barockinspirerat och skapat med utgångspunkt i den bevarade predikstolen (1652) och altaruppsatsen (1665). Interiören är typisk för sin samtid och 1920-talets färgsättning och dekorativa måleri är mycket väl bibehållet. Fasta bänkkvarter på trägolv.

## Inventarier

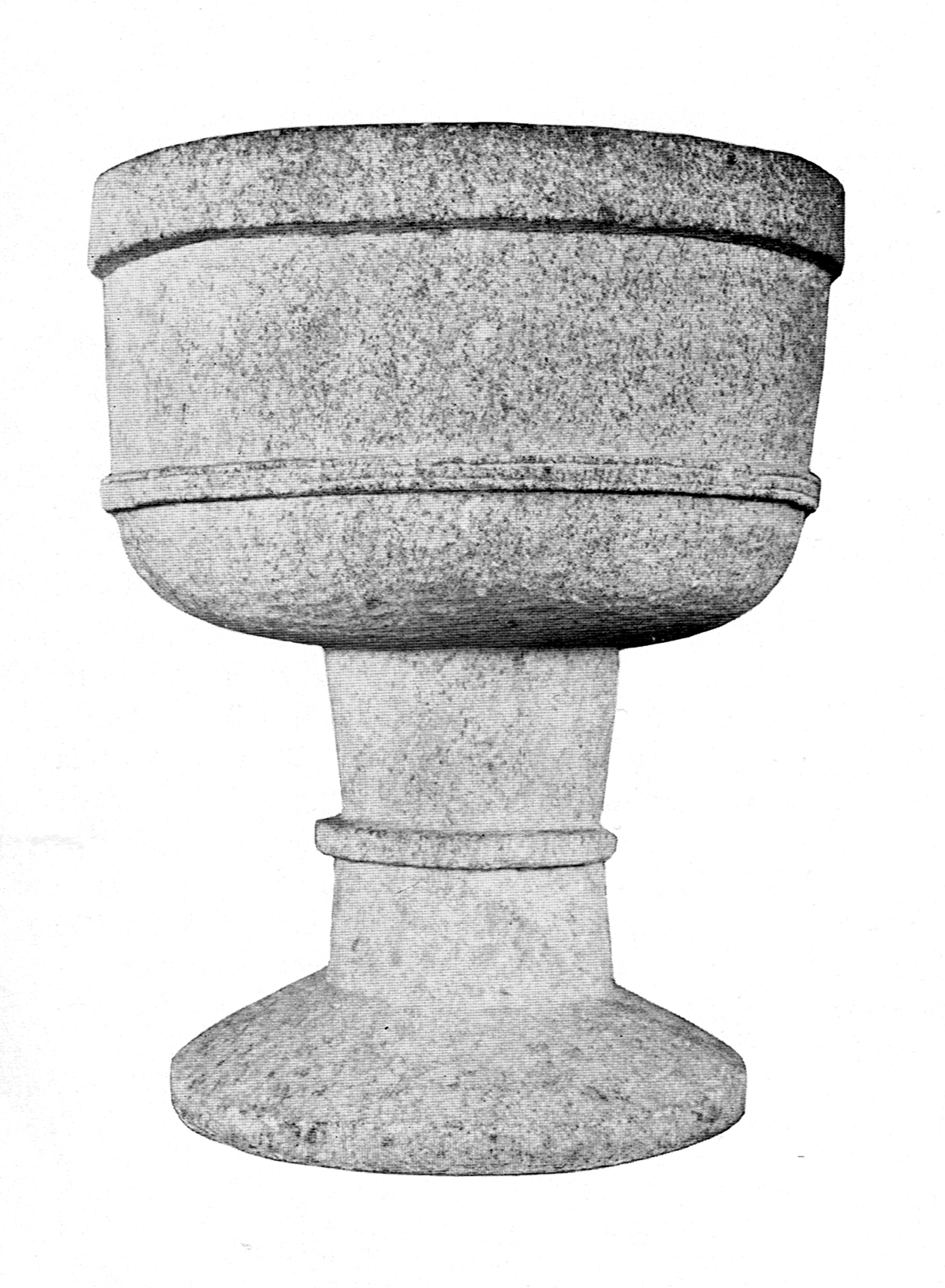
Dopfunten.

- Dopfunt av täljsten från 1200-talet i två delar. Höjd: 80 cm. Cuppan är cylindrisk med tre band. Foten har en fotskiva och skaft utan dekor. Uttömningshål saknas. Funten tillhör en serie från den norska så kallade Østfold-Markerna-skolan.[2]
- Vid norra sidan en predikstolen med sexsidig korg från Näsinge gamla kyrka tillverkad 1652 och ommålad på 1700-talet med evangelisterna som motiv.
- Altartavla från senare hälften av 1600-talet.
- En tavla från mitten av 1700-talet.
- I tornet hänger två kyrkklockor. Lillklockan är gjuten 1695 i Amsterdam medan storklockan är gjuten 1937 hos Bergholtz klockgjuteri i Stockholm.
- Orgeln är tillverkad av Lindegren Orgelbyggeri AB. Orgeln är placerad i tornets läktarvåning, utanför kyrkorummet. Skärmväggen mellan tornrum och kyrkorum fungerar som orgelfasad.